# 梅園 (清瀬市)
梅園（うめぞの）は、東京都清瀬市の町域。
現行行政地名は梅園一丁目から梅園三丁目。郵便番号は204-0023。

## 地理
清瀬市の西部に位置する。
東から時計回りに、清瀬市松山、清瀬市竹丘、東村山市青葉町、東村山市秋津町、清瀬市野塩、清瀬市元町、に隣接する。
街区北側で西武池袋線と接点があり。街区西側で空堀川接点あり。街区西側で東村山市境界あり。

## 河川
・　空堀川

## 交通

### 鉄道
| 隣接する街区で利用可能駅                                              |
| --------------------------------------------------------------------- |
| 西武池袋線 - 秋津駅(SI 16) 清瀬駅(SI 15) JR武蔵野線 - 新秋津駅(JM 31) |

西武池袋線の秋津駅〜清瀬駅間に街区が存在する。西武池袋線の両駅及び、武蔵野線とも利用可能。

### バス
- 西武バス小平営業所

…が周辺の路線を運行している。

### 道路
- 東京都道40号さいたま東村山線（志木街道）
- 東京都道226号東村山清瀬線

## 施設

### 梅園一丁目
- 国立看護大学校
- 清瀬市立図書館

### 梅園二丁目
- 清瀬市立第二中学校
- 信愛病院

### 梅園三丁目
- 東星学園小学校
- 東星学園中学校・高等学校